# Dama col liocorno

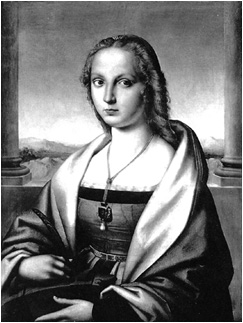
L'opera prima del restauro

La Dama col liocorno è un dipinto a olio su tavola (65x51 cm) di Raffaello Sanzio, databile al 1505-1506 circa è conservato nella Galleria Borghese a Roma.

## Storia
L'opera è citata negli inventari Borghese dal 1760, con attribuzioni varie. Nel 1916 Giulio Cantalamessa riconobbe per primo la diversa fattura di alcune parti del dipinto, che si rivelarono in effetti aggiunte successive.
Prima di un restauro del 1935 l'opera presentava ridipinture, dovute probabilmente al cattivo stato di conservazione, che ritraevano la donna raffigurata con gli attributi di santa Caterina d'Alessandria: la ruota dentata e la palma. Anche le mani e il manto appartenevano a una mano diversa e successiva rispetto alla pittura originale. Per questo la critica prima del restauro era molto incerta sull'attribuzione, con ipotesi che avevano fatto i nomi del Perugino (Piancastelli, 1891), di Ridolfo del Ghirlandaio (Morelli, 1874), di Francesco Granacci (Berenson), di Andrea del Sarto (Adolfo Venturi, con dubbi, 1893). Cantalamessa e poi Longhi (1928) ribadirono invece l'attribuzione a Raffaello, sostanzialmente confermata dopo la riscoperta del disegno preparatorio raffigurante il soggetto originale.
Radiografie eseguite sul dipinto hanno evidenziato che in origine al posto dell'unicorno (o "liocorno"), simbolo della purezza verginale, la donna teneva in braccio un piccolo cane, simbolo di fedeltà coniugale.
Ortolani pose il dipinto in relazione con un disegno al Louvre, proponendo di identificare la donna ritratta in Maddalena Strozzi, moglie di Agnolo Doni, della quale però è meglio documentato il ritratto agli Uffizi, dalle fattezze diverse.
Un'altra ipotesi indica nell'effigiata Caterina Gonzaga di Montevecchio, la cui eccezionale avvenenza fu lodata dai contemporanei. Il viso regolare, i capelli biondi, gli occhi azzurri e la pelle candida ne fecero una delle più celebrate bellezze del Rinascimento, vincitrice sui tratti più tipicamente mediterranei di Giulia Farnese in una competizione tenutasi a Pesaro. Il liocorno, e precedentemente il piccolo cane tenuto in braccio, avrebbero rappresentato la purezza e la fedeltà coniugale nei confronti del marito Ottaviano Gabrielli di Gubbio, conte di Montevecchio. Dopo la morte di questi (1510) e l'ingresso in convento, il ritratto sarebbe stato ritoccato per attribuire all'effigiata le fattezze di Santa Caterina d'Alessandria, con evidente allusione al suo nome proprio.

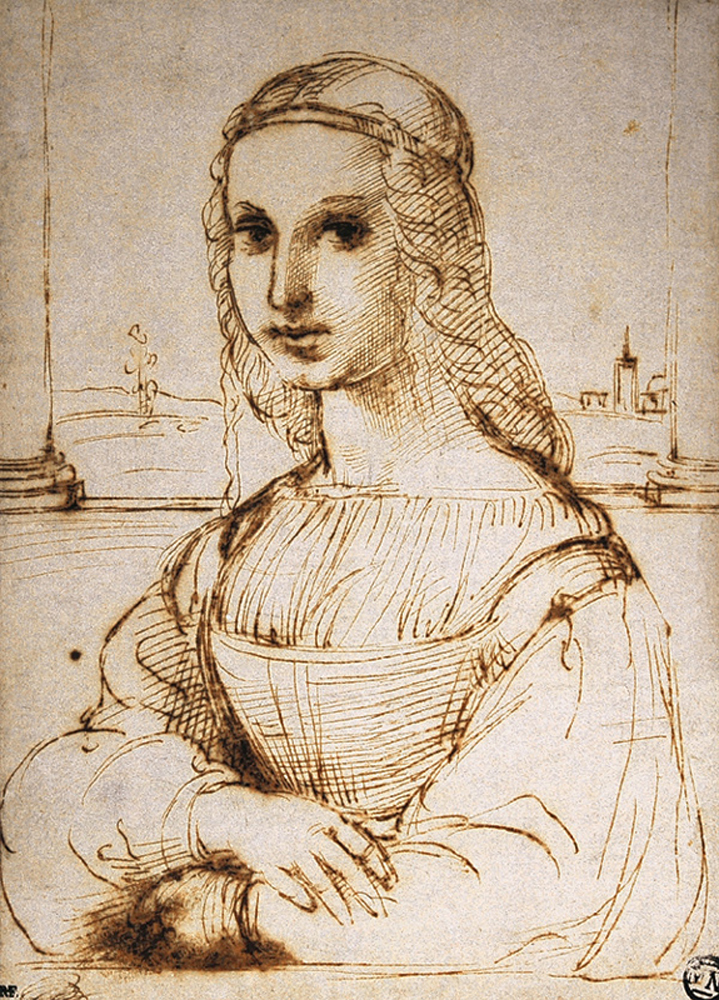
Il disegno preparatorio
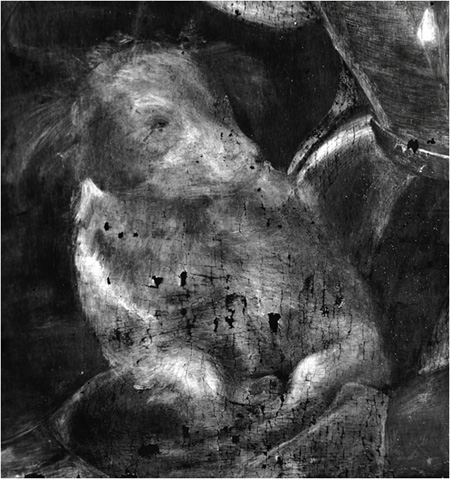
Il cagnolino

## Descrizione e stile
Il ritratto mostra una donna a mezza figura, seduta davanti a una sorta di terrazza con colonne, della quale si intravede il parapetto che taglia a metà un paesaggio lacustre sullo sfondo.
Si tratta di una ragazza seduta, col busto ruotato di tre quarti verso sinistra e il viso che guarda frontalmente verso l'osservatore. Il modello di riferimento è sicuramente Leonardo da Vinci, per la posa, lo sguardo intenso e le mani che stringono l'animale come nella Dama con l'ermellino, tuttavia al mondo simbolico e allusivo di Leonardo Raffaello sostituì un'effigie di sobria e decisa eleganza, incentrata sulla cura del dettaglio e l'armonia generale.
L'abbigliamento è quello di una giovane nobildonna, con un vestito scollato dalle grandi maniche estraibili allacciate, pressoché identico a quello della Gravida di palazzo Pitti. I capelli sono biondi, lunghi e fluenti, con un piccolo diadema sulla fronte e una pettinatura che incornicia il viso, legando probabilmente alcune ciocche sul retro. Gli occhi sono azzurri e girati verso l'esterno. Il viso è ovale. Al collo indossa una catena d'oro annodata con un vistoso pendente di rubino e con una perla a goccia.
In braccio tiene un piccolo liocorno, simbolo di purezza verginale poiché, nella mitologia, essi erano addomesticabili solo dalle vergini. L'animale era anche il simbolo associato alla famiglia Farnese e la giovane ritratta potrebbe essere Giulia, amante di papa Alessandro VI.  I Farnese fecero largo e ossessivo utilizzo di questo animale-simbolo, facendolo raffigurare sulle pareti e sui soffitti delle proprie dimore, nei ritratti, negli affreschi e nei quadri, ed era anche utilizzato come cimiero sul proprio emblema di famiglia, che era sormontato, appunto, da un unicorno rampante. Tra i ritratti, i più famosi sono quelli attribuiti a Giulia Farnese, detta "la Bella", raffigurata in almeno due occasioni con un unicorno in grembo, immersi in un locus amoenus: ne La Dama e l'Unicorno di Luca Longhi e nella Vergine e Unicorno di Domenichino.
Un'altra ipotesi condurrebbe a Caterina Gonzaga di Montevecchio, vedova del conte Ottaviano Gabrielli di Montevecchio (?-1510).